# この人を見よ (ニーチェ)
『この人を見よ』（原題：Ecce homo）は、フリードリヒ・ニーチェが発狂する直前の1888年11月4日に原稿が完成していた自伝。ニーチェの存命中に出版される予定だったが出版社が保留していて、ニーチェの死から8年後の1908年に妹のエリーザベト・フェルスター＝ニーチェの合意に基づき出版した。
なぜ自身が賢明かを皮肉を交えつつ自画自賛を述べ、同時に『悲劇の誕生』や『ツァラトゥストラはこう語った』など、それまでに出されたニーチェの著作を自ら総括している。題名のラテン語“Ecce homo”は新約聖書『ヨハネによる福音書』の19章5節から引用されたものである。

## フェミニズム批判
同書でフェミニズム（女性の解放）「解放された女（フェミニスト）」を、痛烈に批判し「女性の解放、これは出来損ないの女、つまり子供を産めなくなってしまった女が、出来のいい女に抱く本能的憎悪である」とまで評し、ニーチェ研究で知られる適菜収はニーチェの発言の真意や現代の解釈での評を書き、「過激ながら人間の真実」と書き、また民主主義と共にフェミニズムを「背景にキリスト教を持つ宗教であり、女性の劣化の原因」「フェミニストに美女がいないのも、この理由」と評す。

### 他の日本語訳
- 『この人を見よ』 手塚富雄訳、岩波文庫[6]、改版2010年。西尾幹二は弟子
- 『この人を見よ』 丘沢静也訳、光文社古典新訳文庫、2016年
- 『この人を見よ 自伝集 ニーチェ全集15』 川原栄峰訳、ちくま学芸文庫、1994年、元版は理想社。若き日の文章も収録
- 『この人を見よ』 秋山英夫訳、河出書房新社・世界の大思想、オンデマンド版2004年